# Alteromonadales
Alteromonadales es un orden de Proteobacteria. Aunque inicialmente abarcaba una única familia, Alteromonadaceae, fue dividida en ocho por Ivanova et al. en 2004.